# Urvanceva
Urvanceva är en kulle i Antarktis. Den ligger i Östantarktis. Norge gör anspråk på området. Toppen på Urvanceva är 2 514 meter över havet.
Terrängen runt Urvanceva är kuperad västerut, men österut är den platt. Trakten är obefolkad. Det finns inga samhällen i närheten.